# 6 Heures de Spa 2013
Navigation
Édition précédente Édition suivante
Les 6 Heures de Spa 2013 sont la 33e édition de l'épreuve et la 2e manche du calendrier du WEC 2013, elles se déroulent le 4 mai 2013.

## Circuit

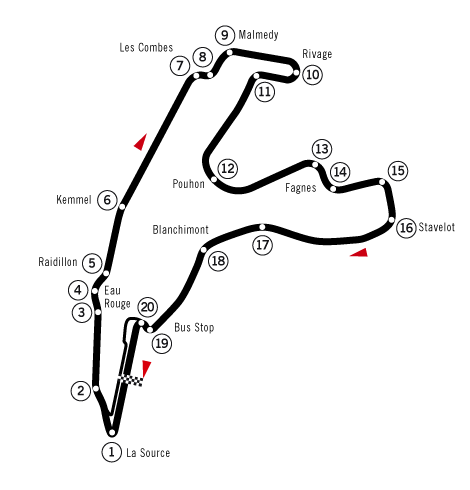
Le Circuit de Spa-Francorchamps, cadre des 6 Heures de Spa 2013.

Les 6 Heures de Spa 2013 se déroulent sur le Circuit de Spa-Francorchamps en Belgique, surnommé Le toboggan des Ardennes, en raison de son important dénivelé et de la présence de nombreuses courbes rapides. Certains de ses virages sont célèbres, comme L'Eau Rouge, Pouhon ou encore Blanchimont. Il est également caractérisé par de longues pleines charges, dues au fait que le tracé mesure plus de 7 km. Ce circuit est célèbre car il accueille la Formule 1 et qu'il est très ancré dans la compétition automobile.

## Invités
Quelques invitations ont été attribuées à certains équipages pour préparer les 24 Heures du Mans 2013.
Aucun point ne seront attribués à ces équipages puisqu'ils ne disputent pas le championnat.
Les équipages sont les suivants :
| Cat     | no | Équipe                | Pilotes                                                     | Châssis                                  | Pneus |
| Cat     | no | Équipe                | Pilotes                                                     | Moteur                                   | Pneus |
| ------- | -- | --------------------- | ----------------------------------------------------------- | ---------------------------------------- | ----- |
| LMP1    | 3  | Audi Sport Team Joest | Lucas di Grassi Marc Gené Oliver Jarvis                     | Audi R18 e-tron quattro                  | M     |
| LMP1    | 3  | Audi Sport Team Joest | Lucas di Grassi Marc Gené Oliver Jarvis                     | Audi TDI 3,7 L Turbo V6 (Hybride Diesel) | M     |
| LMP2    | 38 | Jota Sport            | Simon Dolan Oliver Turvey Lucas Luhr                        | Zytek Z11SN                              | D     |
| LMP2    | 38 | Jota Sport            | Simon Dolan Oliver Turvey Lucas Luhr                        | Nissan VK45DE 4,5 L V8                   | D     |
| GTE Am  | 54 | AF Corse              | Yannick Mallegol (pl) Jean-Marc Bachelier (pl) Howard Blank | Ferrari 458 Italia GT2                   | M     |
| GTE Am  | 54 | AF Corse              | Yannick Mallegol (pl) Jean-Marc Bachelier (pl) Howard Blank | Ferrari 4,5 L V8                         | M     |
| GTE Pro | 98 | Aston Martin Racing   | Frédéric Makowiecki Rob Bell Bruno Senna                    | Aston Martin V8 Vantage GTE              | M     |
| GTE Pro | 98 | Aston Martin Racing   | Frédéric Makowiecki Rob Bell Bruno Senna                    | Aston Martin 4,5 L V8                    | M     |

## Qualifications
- Dans chaque catégorie l'équipage qui a fait la pôle marque 1 point au championnat, les équipages évoqués sont indiqués en gras.

| Pos | no | Équipe                  | Voiture                     | Catégorie | Moyenne        | Écart    | Grille |
| --- | -- | ----------------------- | --------------------------- | --------- | -------------- | -------- | ------ |
| 1   | 1  | Audi Sport Team Joest   | Audi R18 e-tron quattro     | LMP1      | 1 min 59 s 961 |          | 1      |
| 2   | 3  | Audi Sport Team Joest   | Audi R18 e-tron quattro     | LMP1      | 2 min 00 s 236 | +0 s 275 | 2      |
| 3   | 2  | Audi Sport Team Joest   | Audi R18 e-tron quattro     | LMP1      | 2 min 00 s 610 | +0 s 649 | 3      |
| 4   | 7  | Toyota Racing           | Toyota TS030 Hybrid         | LMP1      | 2 min 00 s 947 | +0 s 986 | 4      |
| 5   | 8  | Toyota Racing           | Toyota TS030 Hybrid         | LMP1      | 2 min 01 s 203 | +1 s 242 | 5      |
| 6   | 12 | Rebellion Racing        | Lola B12/60-Toyota          | LMP1      | 2 min 01 s 482 | +1 s 521 | 6      |
| 7   | 13 | Rebellion Racing        | Lola B12/60-Toyota          | LMP1      | 2 min 03 s 278 | +3 s 317 | 7      |
| 8   | 21 | Strakka Racing          | HPD ARX-03-Honda            | LMP1      | 2 min 03 s 688 | +3 s 727 | 8      |
| 9   | 49 | Pecom Racing            | Oreca 03-Nissan             | LMP2      | 2 min 08 s 540 |          | 9      |
| 10  | 38 | Jota Sport              | Zytek Z11SN-Nissan          | LMP2      | 2 min 08 s 762 | +0 s 222 | 10     |
| 11  | 24 | OAK Racing              | Morgan-Nissan               | LMP2      | 2 min 08 s 932 | +0 s 392 | 11     |
| 12  | 35 | OAK Racing              | Morgan-Nissan               | LMP2      | 2 min 09 s 606 | +1 s 066 | 12     |
| 13  | 25 | Delta-ADR (en)          | Oreca 03-Nissan             | LMP2      | 2 min 09 s 732 | +1 s 192 | 13     |
| 14  | 26 | G-Drive Racing          | Oreca 03-Nissan             | LMP2      | 2 min 09 s 892 | +1 s 352 | 14     |
| 15  | 31 | Lotus                   | Lotus T128                  | LMP2      | 2 min 10 s 361 | +1 s 821 | 15     |
| 16  | 32 | Lotus                   | Lotus T128                  | LMP2      | 2 min 12 s 753 | +4 s 213 | 16     |
| 17  | 45 | OAK Racing              | Morgan-Nissan               | LMP2      | 2 min 13 s 518 | +4 s 978 | 17     |
| 18  | 28 | Gulf Racing Middle East | Lola B12/80-Nissan          | LMP2      | Pas de temps   |          | 34     |
| 19  | 41 | Greaves Motorsport      | Zytek Z11SN-Nissan          | LMP2      | Pas de temps   |          |        |
| 20  | 98 | Aston Martin Racing     | Aston Martin V8 Vantage GTE | GTE Pro   | 2 min 19 s 811 |          | 18     |
| 21  | 51 | AF Corse                | Ferrari 458 Italia GT2      | GTE Pro   | 2 min 19 s 853 | +0 s 042 | 19     |
| 22  | 71 | AF Corse                | Ferrari 458 Italia GT2      | GTE Pro   | 2 min 20 s 089 | +0 s 278 | 20     |
| 23  | 97 | Aston Martin Racing     | Aston Martin V8 Vantage GTE | GTE Pro   | 2 min 20 s 107 | +0 s 296 | 21     |
| 24  | 97 | Aston Martin Racing     | Aston Martin V8 Vantage GTE | GTE Pro   | 2 min 20 s 241 | +0 s 430 | 22     |
| 25  | 91 | Porsche AG Team Manthey | Porsche 911 RSR (991)       | GTE Pro   | 2 min 20 s 243 | +0 s 432 | 23     |
| 26  | 92 | Porsche AG Team Manthey | Porsche 911 RSR (991)       | GTE Pro   | 2 min 20 s 860 | +1 s 049 | 24     |
| 27  | 95 | Aston Martin Racing     | Aston Martin V8 Vantage GTE | GTE Am    | 2 min 21 s 265 |          | 25     |
| 28  | 81 | 8Star Motorsports       | Ferrari 458 Italia GT2      | GTE Am    | 2 min 21 s 295 | +0 s 030 | 26     |
| 29  | 96 | Aston Martin Racing     | Aston Martin V8 Vantage GTE | GTE Am    | 2 min 21 s 549 | +0 s 284 | 27     |
| 30  | 50 | Larbre Compétition      | Chevrolet Corvette C6.R     | GTE Am    | 2 min 21 s 745 | +0 s 480 | 28     |
| 31  | 88 | Proton Competition      | Porsche 911 GT3 RSR (997)   | GTE Am    | 2 min 22 s 690 | +1 s 425 | 29     |
| 32  | 61 | AF Corse                | Ferrari 458 Italia GT2      | GTE Am    | 2 min 22 s 825 | +1 s 560 | 30     |
| 33  | 76 | IMSA Performance Matmut | Porsche 911 GT3 RSR (997)   | GTE Am    | 2 min 23 s 421 | +2 s 156 | 31     |
| 34  | 57 | Krohn Racing            | Ferrari 458 Italia GT2      | GTE Am    | 2 min 25 s 564 | +4 s 299 | 32     |
| 35  | 54 | AF Corse                | Ferrari 458 Italia GT2      | GTE Am    | 2 min 27 s 888 | +6 s 623 | 33     |

## Déroulement de la course
| Pos. | Après 1 heure de course | Après 1 heure de course                                          | Après 1 heure de course | Après 2 heures de course | Après 2 heures de course                                         | Après 2 heures de course | Après 3 heures de course | Après 3 heures de course                                         | Après 3 heures de course | Après 4 heures de course | Après 4 heures de course                                         | Après 4 heures de course | Après 5 heures de course | Après 5 heures de course                                         | Après 5 heures de course |
| Pos. | no                      | Équipe / Pilotes                                                 | Tours                   | no                       | Équipe / Pilotes                                                 | Tours                    | no                       | Équipe / Pilotes                                                 | Tours                    | no                       | Équipe / Pilotes                                                 | Tours                    | no                       | Équipe / Pilotes                                                 | Tours                    |
| ---- | ----------------------- | ---------------------------------------------------------------- | ----------------------- | ------------------------ | ---------------------------------------------------------------- | ------------------------ | ------------------------ | ---------------------------------------------------------------- | ------------------------ | ------------------------ | ---------------------------------------------------------------- | ------------------------ | ------------------------ | ---------------------------------------------------------------- | ------------------------ |
| 1    | 1                       | Audi Sport Team Joest (LMP1) Fässler - Lotterer - Tréluyer       | 29                      | 7                        | Toyota Racing (LMP1) Wurz - Lapierre - Nakajima                  | 54                       | 7                        | Toyota Racing (LMP1) Wurz - Lapierre - Nakajima                  | 82                       | 1                        | Audi Sport Team Joest (LMP1) Fässler - Lotterer - Tréluyer       | 111                      | 1                        | Audi Sport Team Joest (LMP1) Duval - Kristensen - McNish         | 139                      |
| 2    | 2                       | Audi Sport Team Joest (LMP1) Duval - Kristensen - McNish         | 29                      | 1                        | Audi Sport Team Joest (LMP1) Fässler - Lotterer - Tréluyer       | 54                       | 1                        | Audi Sport Team Joest (LMP1) Fässler - Lotterer - Tréluyer       | 82                       | 2                        | Audi Sport Team Joest (LMP1) Duval - Kristensen - McNish         | 111                      | 3                        | Audi Sport Team Joest (LMP1) Di Grassi - Gené - Jarvis           | 139                      |
| 3    | 7                       | Toyota Racing (LMP1) Wurz - Lapierre - Nakajima                  | 29                      | 3                        | Audi Sport Team Joest (LMP1) Di Grassi - Gené - Jarvis           | 54                       | 2                        | Audi Sport Team Joest (LMP1) Duval - Kristensen - McNish         | 82                       | 3                        | Audi Sport Team Joest (LMP1) Di Grassi - Gené - Jarvis           | 111                      | 2                        | Audi Sport Team Joest (LMP1) Duval - Kristensen - McNish         | 139                      |
| 4    | 8                       | Toyota Racing (LMP1) Davidson - Buemi - Sarrazin                 | 29                      | 1                        | Audi Sport Team Joest (LMP1) Fässler - Lotterer - Tréluyer       | 54                       | 8                        | Toyota Racing (LMP1) Davidson - Buemi - Sarrazin                 | 82                       | 8                        | Toyota Racing (LMP1) Davidson - Buemi - Sarrazin                 | 110                      | 8                        | Toyota Racing (LMP1) Davidson - Buemi - Sarrazin                 | 139                      |
| 5    | 3                       | Audi Sport Team Joest (LMP1) Di Grassi - Gené - Jarvis           | 29                      | 8                        | Toyota Racing (LMP1) Davidson - Buemi - Sarrazin                 | 54                       | 3                        | Audi Sport Team Joest (LMP1) Di Grassi - Gené - Jarvis           | 82                       | 12                       | Rebellion Racing (LMP1) Prost - Jani - Heidfeld                  | 110                      | 12                       | Rebellion Racing (LMP1) Prost - Jani - Heidfeld                  | 137                      |
| 6    | 12                      | Rebellion Racing (LMP1) Prost - Jani - Heidfeld                  | 29                      | 13                       | Rebellion Racing (LMP1) Belicchi - Beche - Cheng                 | 54                       | 12                       | Rebellion Racing (LMP1) Prost - Jani - Heidfeld                  | 82                       | 13                       | Rebellion Racing (LMP1) Belicchi - Beche - Cheng                 | 110                      | 13                       | Rebellion Racing (LMP1) Belicchi - Beche - Cheng                 | 137                      |
| 7    | 13                      | Rebellion Racing (LMP1) Belicchi - Beche - Cheng                 | 29                      | 12                       | Rebellion Racing (LMP1) Prost - Jani - Heidfeld                  | 54                       | 13                       | Rebellion Racing (LMP1) Belicchi - Beche - Cheng                 | 81                       | 21                       | Strakka Racing (LMP1) Leventis - Kane - Watts                    | 107                      | 21                       | Strakka Racing (LMP1) Leventis - Kane - Watts                    | 134                      |
| 8    | 21                      | Strakka Racing (LMP1) Leventis - Kane - Watts                    | 28                      | 21                       | Strakka Racing (LMP1) Leventis - Kane - Watts                    | 53                       | 21                       | Strakka Racing (LMP1) Leventis - Kane - Watts                    | 79                       | 49                       | Pecom Racing (LMP2) Pérez Companc - Minassian - Kaffer           | 104                      | 49                       | Pecom Racing (LMP2) Pérez Companc - Minassian - Kaffer           | 131                      |
| 9    | 49                      | Pecom Racing (LMP2) Pérez Companc - Minassian - Kaffer           | 28                      | 49                       | Pecom Racing (LMP2) Pérez Companc - Minassian - Kaffer           | 52                       | 49                       | Pecom Racing (LMP2) Pérez Companc - Minassian - Kaffer           | 78                       | 38                       | Jota Sport (LMP2) Dolan - Turvey - Luhr                          | 104                      | 38                       | Jota Sport (LMP2) Dolan - Turvey - Luhr                          | 130                      |
| 10   | 24                      | OAK Racing (LMP2) Pla - Heinemeier Hansson - Brundle             | 27                      | 38                       | Jota Sport (LMP2) Dolan - Turvey - Luhr                          | 51                       | 26                       | G-Drive Racing (LMP2) Rusinov - Conway - Martin                  | 77                       | 24                       | OAK Racing (LMP2) Pla - Heinemeier Hansson - Brundle             | 104                      | 24                       | OAK Racing (LMP2) Pla - Heinemeier Hansson - Brundle             | 130                      |
| 11   | 38                      | Jota Sport (LMP2) Dolan - Turvey - Luhr                          | 27                      | 26                       | G-Drive Racing (LMP2) Rusinov - Conway - Martin                  | 51                       | 38                       | Jota Sport (LMP2) Dolan - Turvey - Luhr                          | 77                       | 35                       | OAK Racing (LMP2) Baguette - González - Plowman                  | 103                      | 35                       | OAK Racing (LMP2) Baguette - González - Plowman                  | 129                      |
| 12   | 26                      | G-Drive Racing (LMP2) Rusinov - Conway - Martin                  | 27                      | 24                       | OAK Racing (LMP2) Pla - Heinemeier Hansson - Brundle             | 51                       | 24                       | OAK Racing (LMP2) Pla - Heinemeier Hansson - Brundle             | 77                       | 32                       | Lotus (LMP2) Holzer (en) - Kraihamer - Charouz                   | 101                      | 32                       | Lotus (LMP2) Holzer (en) - Kraihamer - Charouz                   | 127                      |
| 13   | 35                      | OAK Racing (LMP2) Baguette - González - Plowman                  | 27                      | 32                       | Lotus (LMP2) Holzer (en) - Kraihamer - Charouz                   | 50                       | 32                       | Lotus (LMP2) Holzer (en) - Kraihamer - Charouz                   | 76                       | 45                       | OAK Racing (LMP2) Pla - Merlin                                   | 101                      | 45                       | OAK Racing (LMP2) Pla - Merlin                                   | 126                      |
| 14   | 28                      | Gulf Racing Middle East (LMP2) Giroix - Ihara (en) - Fatien      | 27                      | 35                       | OAK Racing (LMP2) Baguette - González - Plowman                  | 50                       | 35                       | OAK Racing (LMP2) Baguette - González - Plowman                  | 76                       | 7                        | Toyota Racing (LMP1) Wurz - Lapierre - Nakajima                  | 99                       | 26                       | G-Drive Racing (LMP2) Rusinov - Conway - Martin                  | 126                      |
| 15   | 32                      | Lotus (LMP2) Holzer (en) - Kraihamer - Charouz                   | 27                      | 45                       | OAK Racing (LMP2) Pla - Merlin                                   | 50                       | 45                       | OAK Racing (LMP2) Pla - Merlin                                   | 75                       | 26                       | G-Drive Racing (LMP2) Rusinov - Conway - Martin                  | 99                       | 51                       | AF Corse (GTE Pro) Fisichella - Bruni                            | 123                      |
| 16   | 31                      | Lotus (LMP2) Liuzzi - Weeda (de) - Rossiter                      | 27                      | 28                       | Gulf Racing Middle East (LMP2) Giroix - Ihara (en) - Fatien      | 49                       | 71                       | AF Corse (GTE Pro) Vilander - Kobayashi                          | 73                       | 71                       | AF Corse (GTE Pro) Vilander - Kobayashi                          | 99                       | 71                       | AF Corse (GTE Pro) Vilander - Kobayashi                          | 123                      |
| 17   | 45                      | OAK Racing (LMP2) Pla - Merlin                                   | 27                      | 71                       | AF Corse (GTE Pro) Vilander - Kobayashi                          | 49                       | 51                       | AF Corse (GTE Pro) Fisichella - Bruni                            | 73                       | 51                       | AF Corse (GTE Pro) Fisichella - Bruni                            | 99                       | 98                       | Aston Martin Racing (GTE Pro) Senna - Makowiecki - Bell          | 123                      |
| 18   | 98                      | Aston Martin Racing (GTE Pro) Senna - Makowiecki - Bell          | 26                      | 51                       | AF Corse (GTE Pro) Fisichella - Bruni                            | 49                       | 98                       | Aston Martin Racing (GTE Pro) Senna - Makowiecki - Bell          | 73                       | 98                       | Aston Martin Racing (GTE Pro) Senna - Makowiecki - Bell          | 99                       | 97                       | Aston Martin Racing (GTE Pro) Turner - Mucke - Dumbreck          | 123                      |
| 19   | 97                      | Aston Martin Racing (GTE Pro) Turner - Mucke - Dumbreck          | 26                      | 91                       | Porsche AG Team Manthey (GTE Pro) Bergmeister - Pilet - Bernhard | 48                       | 91                       | Porsche AG Team Manthey (GTE Pro) Bergmeister - Pilet - Bernhard | 73                       | 97                       | Aston Martin Racing (GTE Pro) Turner - Mucke - Dumbreck          | 98                       | 91                       | Porsche AG Team Manthey (GTE Pro) Bergmeister - Pilet - Bernhard | 123                      |
| 20   | 91                      | Porsche AG Team Manthey (GTE Pro) Bergmeister - Pilet - Bernhard | 26                      | 98                       | Aston Martin Racing (GTE Pro) Senna - Makowiecki - Bell          | 48                       | 97                       | Aston Martin Racing (GTE Pro) Turner - Mucke - Dumbreck          | 73                       | 91                       | Porsche AG Team Manthey (GTE Pro) Bergmeister - Pilet - Bernhard | 98                       | 92                       | Porsche AG Team Manthey (GTE Pro) Lieb - Lietz - Dumas           | 122                      |
| 21   | 88                      | Proton Competition (GTE Am) Ried - Roda - Ruberti                | 26                      | 81                       | 8Star Motorsports (GTE Am) Potolicchio - Águas - Malucelli       | 48                       | 92                       | Porsche AG Team Manthey (GTE Pro) Lieb - Lietz - Dumas           | 72                       | 92                       | Porsche AG Team Manthey (GTE Pro) Lieb - Lietz - Dumas           | 98                       | 99                       | Aston Martin Racing (GTE Pro) Lamy - Stanaway - Dalla Lana       | 122                      |
| 22   | 51                      | AF Corse (GTE Pro) Fisichella - Bruni                            | 26                      | 97                       | Aston Martin Racing (GTE Pro) Turner - Mucke - Dumbreck          | 48                       | 81                       | 8Star Motorsports (GTE Am) Potolicchio - Águas - Malucelli       | 72                       | 99                       | Aston Martin Racing (GTE Pro) Lamy - Stanaway - Dalla Lana       | 97                       | 81                       | 8Star Motorsports (GTE Am) Potolicchio - Águas - Malucelli       | 122                      |
| 23   | 71                      | AF Corse (GTE Pro) Vilander - Kobayashi                          | 26                      | 96                       | Aston Martin Racing (GTE Am) Goethe - Hall - Campbell-Walter     | 48                       | 96                       | Aston Martin Racing (GTE Am) Goethe - Hall - Campbell-Walter     | 72                       | 81                       | 8Star Motorsports (GTE Am) Potolicchio - Águas - Malucelli       | 97                       | 95                       | Aston Martin Racing (GTE Am) Nygaard - Simonsen - Poulsen        | 120                      |
| 24   | 81                      | 8Star Motorsports (GTE Am) Potolicchio - Águas - Malucelli       | 26                      | 92                       | Porsche AG Team Manthey (GTE Pro) Lieb - Lietz - Dumas           | 48                       | 99                       | Aston Martin Racing (GTE Pro) Lamy - Stanaway - Dalla Lana       | 72                       | 31                       | Lotus (LMP2) Liuzzi - Weeda (de) - Rossiter                      | 97                       | 96                       | Aston Martin Racing (GTE Am) Goethe - Hall - Campbell-Walter     | 120                      |
| 25   | 25                      | Delta-ADR (en) (LMP2) Graves - Pizzonia - Walker                 | 25                      | 50                       | Larbre Compétition (GTE Am) Rees - Canal - Bornhauser            | 48                       | 95                       | Aston Martin Racing (GTE Am) Simonsen - Nygaard - Poulsen        | 72                       | 50                       | Larbre Compétition (GTE Am) Rees - Canal - Bornhauser            | 96                       | 50                       | Larbre Compétition (GTE Am) Rees - Canal - Bornhauser            | 120                      |
| 26   | 95                      | Aston Martin Racing (GTE Am) Simonsen - Nygaard - Poulsen        | 25                      | 99                       | Aston Martin Racing (GTE Pro) Lamy - Stanaway - Dalla Lana       | 48                       | 31                       | Lotus (LMP2) Liuzzi - Weeda (de) - Rossiter                      | 72                       | 96                       | Aston Martin Racing (GTE Am) Goethe - Hall - Campbell-Walter     | 96                       | 88                       | Proton Competition (GTE Am) Ried - Roda - Ruberti                | 120                      |
| 27   | 96                      | Aston Martin Racing (GTE Am) Goethe - Hall - Campbell-Walter     | 25                      | 95                       | Aston Martin Racing (GTE Am) Simonsen - Nygaard - Poulsen        | 48                       | 50                       | Larbre Compétition (GTE Am) Rees - Canal - Bornhauser            | 71                       | 95                       | Aston Martin Racing (GTE Am) Simonsen - Nygaard - Poulsen        | 96                       | 76                       | IMSA Performance Matmut (GTE Am) Narac - Vernay                  | 119                      |
| 28   | 61                      | AF Corse (GTE Am) Cioci - Griffin - Gerber (de)                  | 25                      | 88                       | Proton Competition (GTE Am) Ried - Roda - Ruberti                | 47                       | 88                       | Proton Competition (GTE Am) Ried - Roda - Ruberti                | 71                       | 88                       | Proton Competition (GTE Am) Ried - Roda - Ruberti                | 96                       | 31                       | Lotus (LMP2) Liuzzi - Weeda (de) - Rossiter                      | 118                      |
| 29   | 92                      | Porsche AG Team Manthey (GTE Pro) Lieb - Lietz - Dumas           | 25                      | 31                       | Lotus (LMP2) Liuzzi - Weeda (de) - Rossiter                      | 47                       | 57                       | Krohn Racing (GTE Am) Krohn - Jönsson - Mediani                  | 70                       | 76                       | IMSA Performance Matmut (GTE Am) Narac - Vernay                  | 95                       | 57                       | Krohn Racing (GTE Am) Krohn - Jönsson - Mediani                  | 117                      |
| 30   | 76                      | IMSA Performance Matmut (GTE Am) Narac - Vernay                  | 25                      | 76                       | IMSA Performance Matmut (GTE Am) Narac - Vernay                  | 47                       | 76                       | IMSA Performance Matmut (GTE Am) Narac - Vernay                  | 70                       | 61                       | AF Corse (GTE Am) Cioci - Griffin - Gerber (de)                  | 94                       | 54                       | AF Corse (GTE Am) Mallegol (pl) - Bachelier (pl) - Blank         | 115                      |
| 31   | 99                      | Aston Martin Racing (GTE Pro) Lamy - Stanaway - Dalla Lana       | 25                      | 61                       | AF Corse (GTE Am) Cioci - Griffin - Gerber (de)                  | 47                       | 61                       | AF Corse (GTE Am) Cioci - Griffin - Gerber (de)                  | 69                       | 57                       | Krohn Racing (GTE Am) Krohn - Jönsson - Mediani                  | 94                       | 28                       | Gulf Racing Middle East (LMP2) Giroix - Ihara (en) - Fatien      | 115                      |
| 32   | 50                      | Larbre Compétition (GTE Am) Rees - Canal - Bornhauser            | 25                      | 57                       | Krohn Racing (GTE Am) Krohn - Jönsson - Mediani                  | 47                       | 54                       | AF Corse (GTE Am) Mallegol (pl) - Bachelier (pl) - Blank         | 68                       | 54                       | AF Corse (GTE Am) Mallegol (pl) - Bachelier (pl) - Blank         | 92                       | 61                       | AF Corse (GTE Am) Cioci - Griffin - Gerber (de)                  | 107                      |
| 33   | 57                      | Krohn Racing (GTE Am) Krohn - Jönsson - Mediani                  | 25                      | 54                       | AF Corse (GTE Am) Mallegol (pl) - Bachelier (pl) - Blank         | 45                       | 28                       | Gulf Racing Middle East (LMP2) Giroix - Ihara (en) - Fatien      | 65                       | 28                       | Gulf Racing Middle East (LMP2) Giroix - Ihara (en) - Fatien      | 89                       | 7                        | Toyota Racing (LMP1) Wurz - Lapierre - Nakajima                  | 99                       |
| 34   | 54                      | AF Corse (GTE Am) Mallegol (pl) - Bachelier (pl) - Blank         | 24                      | 25                       | Delta-ADR (en) (LMP2) Graves - Pizzonia - Walker                 | 25                       | 25                       | Delta-ADR (en) (LMP2) Graves - Pizzonia - Walker                 | 25                       | 25                       | Delta-ADR (en) (LMP2) Graves - Pizzonia - Walker                 | 25                       | 25                       | Delta-ADR (en) (LMP2) Graves - Pizzonia - Walker                 | 25                       |

## Résultats
Voici le classement officiel au terme de la course. .
- Les vainqueurs de chaque catégorie sont signalés par un fond jauni.
- Pour la colonne Pneus, il faut passer le curseur au-dessus du modèle pour connaître le manufacturier de pneumatiques.

| Pos     | Cat     | no | Équipe                  | Pilotes                                                     | Châssis                                  | Pneus | Tours |
| Pos     | Cat     | no | Équipe                  | Pilotes                                                     | Moteur                                   | Pneus | Tours |
| ------- | ------- | -- | ----------------------- | ----------------------------------------------------------- | ---------------------------------------- | ----- | ----- |
| 1       | LMP1    | 1  | Audi Sport Team Joest   | Benoît Tréluyer André Lotterer Marcel Fässler               | Audi R18 e-tron quattro                  | M     | 168   |
| 1       | LMP1    | 1  | Audi Sport Team Joest   | Benoît Tréluyer André Lotterer Marcel Fässler               | Audi TDI 3,7 L Turbo V6 (Hybride Diesel) | M     | 168   |
| 2       | LMP1    | 2  | Audi Sport Team Joest   | Allan McNish Tom Kristensen Loïc Duval                      | Audi R18 e-tron quattro                  | M     | 168   |
| 2       | LMP1    | 2  | Audi Sport Team Joest   | Allan McNish Tom Kristensen Loïc Duval                      | Audi TDI 3,7 L Turbo V6 (Hybride Diesel) | M     | 168   |
| 3       | LMP1    | 3  | Audi Sport Team Joest   | Lucas di Grassi Marc Gené Oliver Jarvis                     | Audi R18 e-tron quattro                  | M     | 168   |
| 3       | LMP1    | 3  | Audi Sport Team Joest   | Lucas di Grassi Marc Gené Oliver Jarvis                     | Audi TDI 3,7 L Turbo V6 (Hybride Diesel) | M     | 168   |
| 4       | LMP1    | 8  | Toyota Racing           | Anthony Davidson Sébastien Buemi Stéphane Sarrazin          | Toyota TS030 Hybrid                      | M     | 167   |
| 4       | LMP1    | 8  | Toyota Racing           | Anthony Davidson Sébastien Buemi Stéphane Sarrazin          | THS-R 3,4 L V8 (Hybride)                 | M     | 167   |
| 5       | LMP1    | 12 | Rebellion Racing        | Nicolas Prost Neel Jani Nick Heidfeld                       | Lola B12/60                              | M     | 165   |
| 5       | LMP1    | 12 | Rebellion Racing        | Nicolas Prost Neel Jani Nick Heidfeld                       | Toyota RV8KLM 3,4 L V8                   | M     | 165   |
| 6       | LMP1    | 13 | Rebellion Racing        | Andrea Belicchi Mathias Beche Congfu Cheng                  | Lola B12/60                              | M     | 165   |
| 6       | LMP1    | 13 | Rebellion Racing        | Andrea Belicchi Mathias Beche Congfu Cheng                  | Toyota RV8KLM 3,4 L V8                   | M     | 165   |
| 7       | LMP1    | 21 | Strakka Racing          | Jonny Kane Nick Leventis Danny Watts                        | HPD ARX-03c                              | M     | 161   |
| 7       | LMP1    | 21 | Strakka Racing          | Jonny Kane Nick Leventis Danny Watts                        | Honda 3,4 L V8                           | M     | 161   |
| 8       | LMP2    | 49 | Pecom Racing            | Luís Pérez Companc Nicolas Minassian Pierre Kaffer          | Oreca 03                                 | M     | 157   |
| 8       | LMP2    | 49 | Pecom Racing            | Luís Pérez Companc Nicolas Minassian Pierre Kaffer          | Nissan VK45DE 4,5 L V8                   | M     | 157   |
| 9       | LMP2    | 24 | OAK Racing              | Olivier Pla David Heinemeier Hansson Alex Brundle           | Morgan LMP2                              | D     | 157   |
| 9       | LMP2    | 24 | OAK Racing              | Olivier Pla David Heinemeier Hansson Alex Brundle           | Nissan VK45DE 4,5 L V8                   | D     | 157   |
| 10      | LMP2    | 38 | Jota Sport              | Simon Dolan Oliver Turvey Lucas Luhr                        | Zytek Z11SN                              | D     | 157   |
| 10      | LMP2    | 38 | Jota Sport              | Simon Dolan Oliver Turvey Lucas Luhr                        | Nissan VK45DE 4,5 L V8                   | D     | 157   |
| 11      | LMP2    | 35 | OAK Racing              | Bertrand Baguette Ricardo González Martin Plowman           | Morgan LMP2                              | D     | 156   |
| 11      | LMP2    | 35 | OAK Racing              | Bertrand Baguette Ricardo González Martin Plowman           | Nissan VK45DE 4,5 L V8                   | D     | 156   |
| 12      | LMP2    | 26 | G-Drive Racing          | Roman Rusinov Mike Conway John Martin                       | Oreca 03                                 | D     | 152   |
| 12      | LMP2    | 26 | G-Drive Racing          | Roman Rusinov Mike Conway John Martin                       | Nissan VK45DE 4,5 L V8                   | D     | 152   |
| 13      | LMP2    | 45 | OAK Racing              | Jacques Nicolet Jean-Marc Merlin                            | Morgan LMP2                              | D     | 152   |
| 13      | LMP2    | 45 | OAK Racing              | Jacques Nicolet Jean-Marc Merlin                            | Nissan VK45DE 4,5 L V8                   | D     | 152   |
| 14      | LMP2    | 32 | Lotus                   | Thomas Holzer (en) Dominik Kraihamer Jan Charouz            | Lotus T128                               | D     | 152   |
| 14      | LMP2    | 32 | Lotus                   | Thomas Holzer (en) Dominik Kraihamer Jan Charouz            | Praga 3,6 L V8                           | D     | 152   |
| 15      | GTE Pro | 51 | AF Corse                | Giancarlo Fisichella Gianmaria Bruni                        | Ferrari 458 Italia GT2                   | M     | 149   |
| 15      | GTE Pro | 51 | AF Corse                | Giancarlo Fisichella Gianmaria Bruni                        | Ferrari 4,5 L V8                         | M     | 149   |
| 16      | GTE Pro | 98 | Aston Martin Racing     | Frédéric Makowiecki Rob Bell Bruno Senna                    | Aston Martin V8 Vantage GTE              | M     | 149   |
| 16      | GTE Pro | 98 | Aston Martin Racing     | Frédéric Makowiecki Rob Bell Bruno Senna                    | Aston Martin 4,5 L V8                    | M     | 149   |
| 17      | GTE Pro | 71 | AF Corse                | Toni Vilander Kamui Kobayashi                               | Ferrari 458 Italia GT2                   | M     | 149   |
| 17      | GTE Pro | 71 | AF Corse                | Toni Vilander Kamui Kobayashi                               | Ferrari 4,5 L V8                         | M     | 149   |
| 18      | GTE Pro | 97 | Aston Martin Racing     | Darren Turner Stefan Mücke Peter Dumbreck                   | Aston Martin V8 Vantage GTE              | M     | 148   |
| 18      | GTE Pro | 97 | Aston Martin Racing     | Darren Turner Stefan Mücke Peter Dumbreck                   | Aston Martin 4,5 L V8                    | M     | 148   |
| 19      | GTE Pro | 92 | Porsche AG Team Manthey | Marc Lieb Richard Lietz Romain Dumas                        | Porsche 911 RSR (991)                    | M     | 148   |
| 19      | GTE Pro | 92 | Porsche AG Team Manthey | Marc Lieb Richard Lietz Romain Dumas                        | Porsche 4,0 L Flat-6                     | M     | 148   |
| 20      | GTE Pro | 99 | Aston Martin Racing     | Pedro Lamy Richie Stanaway Paul Dalla Lana                  | Aston Martin V8 Vantage GTE              | M     | 147   |
| 20      | GTE Pro | 99 | Aston Martin Racing     | Pedro Lamy Richie Stanaway Paul Dalla Lana                  | Aston Martin 4,5 L V8                    | M     | 147   |
| 21      | GTE Am  | 81 | 8Star Motorsports       | Enzo Potolicchio Rui Águas Matteo Malucelli                 | Ferrari 458 Italia GT2                   | M     | 147   |
| 21      | GTE Am  | 81 | 8Star Motorsports       | Enzo Potolicchio Rui Águas Matteo Malucelli                 | Ferrari 4,5 L V8                         | M     | 147   |
| 22      | GTE Am  | 95 | Aston Martin Racing     | Christoffer Nygaard Allan Simonsen Kristian Poulsen         | Aston Martin V8 Vantage GTE              | M     | 146   |
| 22      | GTE Am  | 95 | Aston Martin Racing     | Christoffer Nygaard Allan Simonsen Kristian Poulsen         | Aston Martin 4,5 L V8                    | M     | 146   |
| 23      | GTE Am  | 50 | Larbre Compétition      | Fernando Rees Patrick Bornhauser Julien Canal               | Chevrolet Corvette C6                    | M     | 145   |
| 23      | GTE Am  | 50 | Larbre Compétition      | Fernando Rees Patrick Bornhauser Julien Canal               | Chevrolet 5,5 L V8                       | M     | 145   |
| 24      | LMP2    | 31 | Lotus                   | Vitantonio Liuzzi Kevin Weeda (de) Christophe Bouchut       | Lotus T128                               | D     | 144   |
| 24      | LMP2    | 31 | Lotus                   | Vitantonio Liuzzi Kevin Weeda (de) Christophe Bouchut       | Praga 3,6 L V8                           | D     | 144   |
| 25      | GTE Am  | 96 | Aston Martin Racing     | Roald Goethe Stuart Hall Jamie Campbell-Walter              | Aston Martin V8 Vantage GTE              | M     | 144   |
| 25      | GTE Am  | 96 | Aston Martin Racing     | Roald Goethe Stuart Hall Jamie Campbell-Walter              | Aston Martin 4,5 L V8                    | M     | 144   |
| 26      | GTE Am  | 88 | Proton Competition      | Christian Ried Roda Paolo Ruberti                           | Porsche 911 GT3 RSR (997)                | M     | 143   |
| 26      | GTE Am  | 88 | Proton Competition      | Christian Ried Roda Paolo Ruberti                           | Porsche 4,0 L Flat-6                     | M     | 143   |
| 27      | GTE Am  | 76 | IMSA Performance Matmut | Raymond Narac Jean-Karl Vernay                              | Porsche 911 GT3 RSR (997)                | M     | 143   |
| 27      | GTE Am  | 76 | IMSA Performance Matmut | Raymond Narac Jean-Karl Vernay                              | Porsche 4,0 L Flat-6                     | M     | 143   |
| 28      | GTE Am  | 57 | Krohn Racing            | Tracy Krohn Niclas Jönsson Maurizio Mediani                 | Ferrari 458 Italia GT2                   | M     | 142   |
| 28      | GTE Am  | 57 | Krohn Racing            | Tracy Krohn Niclas Jönsson Maurizio Mediani                 | Ferrari 4,5 L V8                         | M     | 142   |
| 29      | LMP2    | 28 | Gulf Racing Middle East | Fabien Giroix Keiko Ihara (en) Frédéric Fatien              | Lola B12/80                              | D     | 140   |
| 29      | LMP2    | 28 | Gulf Racing Middle East | Fabien Giroix Keiko Ihara (en) Frédéric Fatien              | Nissan VK45DE 4,5 L V8                   | D     | 140   |
| 30      | GTE Am  | 54 | AF Corse                | Yannick Mallegol (pl) Jean-Marc Bachelier (pl) Howard Blank | Ferrari 458 Italia GT2                   | M     | 138   |
| 30      | GTE Am  | 54 | AF Corse                | Yannick Mallegol (pl) Jean-Marc Bachelier (pl) Howard Blank | Ferrari 4,5 L V8                         | M     | 138   |
| 31      | GTE Am  | 61 | AF Corse                | Marco Cioci Gerber (de) Matt Griffin                        | Ferrari 458 Italia GT2                   | M     | 125   |
| 31      | GTE Am  | 61 | AF Corse                | Marco Cioci Gerber (de) Matt Griffin                        | Ferrari 4,5 L V8                         | M     | 125   |
| Abandon | GTE Pro | 91 | Porsche AG Team Manthey | Jörg Bergmeister Patrick Pilet Timo Bernhard                | Porsche 911 RSR (991)                    | M     | 123   |
| Abandon | GTE Pro | 91 | Porsche AG Team Manthey | Jörg Bergmeister Patrick Pilet Timo Bernhard                | Porsche 4,0 L Flat-6                     | M     | 123   |
| Abandon | LMP1    | 7  | Toyota Racing           | Alexander Wurz Nicolas Lapierre Kazuki Nakajima             | Toyota TS030 Hybrid                      | M     | 99    |
| Abandon | LMP1    | 7  | Toyota Racing           | Alexander Wurz Nicolas Lapierre Kazuki Nakajima             | THS-R 3,4 L V8 (Hybride)                 | M     | 99    |
| Abandon | LMP2    | 25 | Delta-ADR (en)          | Tor Graves James Walker Antônio Pizzonia                    | Oreca 03                                 | D     | 25    |
| Abandon | LMP2    | 25 | Delta-ADR (en)          | Tor Graves James Walker Antônio Pizzonia                    | Nissan VK45DE 4,5 L V8                   | D     | 25    |

## Faits marquants
La no 41 du Greaves Motorsport n'a pas pu participer à la course, à cause d'une sortie de piste pendant les qualifications.
A la première heure de course, la no 25 du Delta-ADR est victime d'une grosse sortie piste dans le virage du raidillon de l'Eau Rouge, d'importantes réparations devront être faites avant les 24 Heures du Mans.